# 조류 대증식

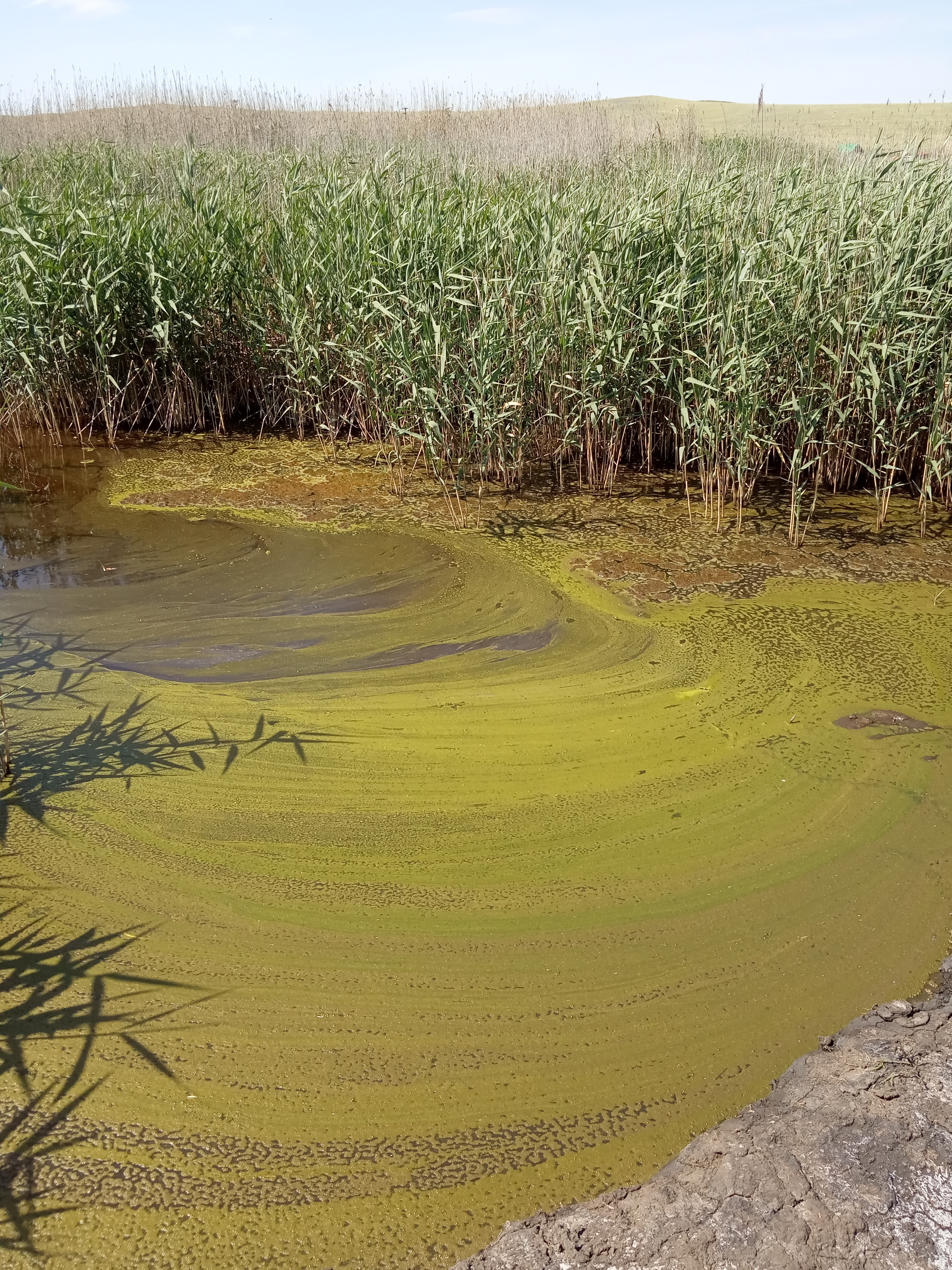
조류가 대량 증식한 연못

조류 대증식(藻類大增殖, 영어: algal bloom)은 조류가 대량증식하는 것이다. 다음의 종류가 있다.
- 적조
- 녹조

유해한 것은 유해조류라고 부른다.